# Anckarsvärd
Anckarsvärd eller Anckarswärd är en svensk adlig ätt.
Ätten härstammar från Frankrike, därifrån en Abraham Couchois i drottning Kristinas tid flydde Frankrike på grund av religionsförföljelses skull och inflyttade till Sverige och nedsatte sig i Långboda i Fellingsbro socken, Västmanland, där han inrättade stycke- och kulgjuterier samt erhöll inseende över masugnar och tackjärnstillverkningen i orten. Abraham Couchois gifte sig med Marie Frumerie, från Leiden, Holland
Sonen Peter Abrahamsson Couchois föddes 1663 och var borgare i Nora.
Dennes son Johan Couchois, som var bruksägare och bodde på Högfors i Karbennings socken, förändrade sitt släktnamn till det för svenska uttalet lättare Cosswa. Johan Couchois gifte sig med Catharina Lind. Paret hade två söner:
1. Mikael Cosswa (1742–1838) adlades med namnet Anckarsvärd, och tilldelades titeln greve.
2. Magnus Cosswa, adlad och adopterad Anckarsvärd på sin broder Mikael Anckarsvärds adliga namn och nr. (introducerad 1789).

Den grevliga ätten utdog 1878, den adliga fortlever.
Ättens medlemmar stavar släktnamnet på olika sätt: Anckarsvärd, Ankarsvärd, Anckarswärd och Ankarswärd.
- Mikael (Cosswa) Anckarsvärd, (1742–1838) militär.
- Carl Henrik Anckarsvärd, (1782–1865) politisk ledare.
- Johan August Anckarsvärd, (1783–1874) konstnär, militär, politiker.
- Mikael Gustaf Anckarsvärd, (1792–1858) överintendent, konstnär.
- Wilhelm Theodor Anckarsvärd, (1816–1878) arkitekt, bland annat Långholmens centralfängelse.
- Ellen Anckarsvärd, (1833–1898), feministisk pionjär, grundare av Fredrika-Bremer-förbundet.
- Cossva Anckarsvärd, (1865–1953) envoyé, kammarherre.
- Karin Anckarsvärd, (1915–1969) författare.
- Jakob Avenius Anckarsvärd, (1972–) konstnär.